# Anydrophila intermixta
Anydrophila intermixta är en fjärilsart som beskrevs av W. Warren 1913. Anydrophila intermixta ingår i släktet Anydrophila och familjen nattflyn. Inga underarter finns listade i Catalogue of Life.